# Politische Parteien in Deutschland
Politische Parteien in Deutschland sind nach dem Parteienprivileg wegen ihrer besonderen Bedeutung für das politische System der Bundesrepublik Deutschland mit einer erhöhten Schutz- und Bestandsgarantie ausgestattet (Parteiendemokratie). Art. 21 des deutschen Grundgesetzes bestimmt: „Die Parteien wirken bei der politischen Willensbildung des Volkes mit. Ihre Gründung ist frei. Ihre innere Ordnung muß demokratischen Grundsätzen entsprechen. […]“. Gründung und Aufbau politischer Parteien regelt das Parteiengesetz.

## Rechtliche Grundlagen

### Grundgesetz
Die Stellung politischer Parteien in Deutschland wird in Art. 21 Grundgesetz folgendermaßen beschrieben:

„(1) Die Parteien wirken bei der politischen Willensbildung des Volkes mit. Ihre Gründung ist frei. Ihre innere Ordnung muss demokratischen Grundsätzen entsprechen. Sie müssen über die Herkunft und Verwendung ihrer Mittel sowie über ihr Vermögen öffentlich Rechenschaft ablegen.
(2) Parteien, die nach ihren Zielen, oder nach dem Verhalten ihrer Anhänger darauf ausgehen, die freiheitliche demokratische Grundordnung zu beeinträchtigen oder zu beseitigen oder den Bestand der Bundesrepublik Deutschland zu gefährden, sind verfassungswidrig.
(3) Parteien, die nach ihren Zielen oder dem Verhalten ihrer Anhänger darauf ausgerichtet sind, die freiheitliche demokratische Grundordnung zu beeinträchtigen oder zu beseitigen oder den Bestand der Bundesrepublik Deutschland zu gefährden, sind von staatlicher Finanzierung ausgeschlossen. Wird der Ausschluss festgestellt, so entfällt auch eine steuerliche Begünstigung dieser Parteien und von Zuwendungen an diese Parteien.
(4) Über die Frage der Verfassungswidrigkeit nach Absatz 2 sowie über den Ausschluss von staatlicher Finanzierung nach Absatz 3 entscheidet das Bundesverfassungsgericht.
(5) Das Nähere regeln Bundesgesetze.“

Die Aufgaben der Parteien und ihre wichtige Rolle in modernen Staaten werden damit zum ersten Mal in einer deutschen Verfassung anerkannt. Die Aufnahme der Parteien in das Grundgesetz wird als Lehre aus der Weimarer Republik gesehen; tatsächlich aber gab es nach 1945 auch in anderen Ländern den Trend, die Parteien in der Verfassung zu erwähnen. Grund dafür ist die große Bedeutung von Parteien im modernen Staat.
Eine Partei muss sich an Regeln halten, dafür kann sie gefördert und nur unter erschwerten Regeln verboten werden. Nur Parteien dürfen an Bundestags- und Landtagswahlen teilnehmen. Daher spricht man von einem Parteienprivileg.

### Definition im Parteiengesetz
Nach dem § 2 Gesetz über die politischen Parteien (Parteiengesetz) sind Parteien folgendermaßen definiert:

„§ 2 Begriff der Partei
(1) Parteien sind Vereinigungen von Bürgern, die dauernd oder für längere Zeit für den Bereich des Bundes oder eines Landes auf die politische Willensbildung Einfluss nehmen und an der Vertretung des Volkes im Deutschen Bundestag oder einem Landtag mitwirken wollen, wenn sie nach dem Gesamtbild der tatsächlichen Verhältnisse, insbesondere nach Umfang und Festigkeit ihrer Organisation, nach der Zahl ihrer Mitglieder und nach ihrem Hervortreten in der Öffentlichkeit eine ausreichende Gewähr für die Ernsthaftigkeit dieser Zielsetzung bieten. Mitglieder einer Partei können nur natürliche Personen sein.
(2) Eine Vereinigung verliert ihre Rechtsstellung als Partei, wenn sie sechs Jahre lang weder an einer Bundestagswahl noch an einer Landtagswahl mit eigenen Wahlvorschlägen teilgenommen hat.
(3) Politische Vereinigungen sind nicht Parteien, wenn
1. ihre Mitglieder oder die Mitglieder ihres Vorstandes in der Mehrheit Ausländer sind oder
2. ihr Sitz oder ihre Geschäftsleitung sich außerhalb des Geltungsbereichs dieses Gesetzes befindet.“

Auf die Parteien finden die Bestimmungen des Bürgerlichen Gesetzbuchs (BGB) Anwendung, soweit nicht Spezialgesetze abweichende Regelungen treffen. Dementsprechend sind sie zivilrechtliche rechtsfähige und nichtrechtsfähige Vereine mit besonderen Rechten und Pflichten.
Parteien müssen sich beim Bundeswahlleiter registrieren und dort Satzung, Programm und die Namen der Vorstandsmitglieder hinterlegen. Diese Daten kann dort jedermann kostenlos auf dem Postwege oder per Internet abrufen. Das aktuelle Anschriftenverzeichnis aller registrierten Parteien ist als PDF-Datei online abrufbar. Ihre Arbeit nimmt eine Partei in Deutschland offiziell mit der Gründungsversammlung auf.

## Programme
Die Parteien geben sich ein Grundsatzprogramm, das in der Regel für mehrere Jahre oder Jahrzehnte Gültigkeit hat. In den Grundsatzprogrammen werden vor allem die Werte und Ideologien festgelegt.
Vor den einzelnen Wahlen werden aktuelle und für die kommende Legislaturperiode bestimmte Wahlprogramme oder Regierungsprogramme beschlossen.
Programmatische Beschlüsse sind neben der Bundesebene auch auf Landesebene und in den Kommunen üblich. Daneben gibt es zu aktuellen Anlässen auch programmatische Beschlüsse zu einzelnen Themenbereichen, die das Grundsatzprogramm ausfüllen und ergänzen sollen. Die deutschen Parteien haben nach der Wiedervereinigung Deutschlands meist auch neue Grundsatzprogramme verabschiedet.

## Aufgaben der Parteien
Das Parteiengesetz benennt in § 1 als allgemeine Arbeitsaufgabe von Parteien das Mitwirken an der politischen Willensbildung des Volkes auf allen Gebieten des öffentlichen Lebens und anschließend acht Punkte, wie diese Aufgabe insbesondere umzusetzen ist:

„(2) Die Parteien wirken an der Bildung des politischen Willens des Volkes auf allen Gebieten des öffentlichen Lebens mit, indem sie insbesondere auf die Gestaltung der öffentlichen Meinung Einfluss nehmen, die politische Bildung anregen und vertiefen, die aktive Teilnahme der Bürger am politischen Leben fördern, zur Übernahme öffentlicher Verantwortung befähigte Bürger heranbilden, sich durch Aufstellung von Bewerbern an den Wahlen in Bund, Ländern und Gemeinden beteiligen, auf die politische Entwicklung in Parlament und Regierung Einfluss nehmen, die von ihnen erarbeiteten politischen Ziele in den Prozess der staatlichen Willensbildung einführen und für eine ständige lebendige Verbindung zwischen dem Volk und den Staatsorganen sorgen.“

## Parteienfinanzierung
In Deutschland erhalten die Parteien neben Spenden, Mitgliedsbeiträgen und sonstigen Einnahmen auch staatliche Zuwendungen.

## Entwicklung der Parteien in Deutschland
Nachdem bei der ersten Bundestagswahl viele Parteien in den Bundestag gewählt wurden, wurden teilweise wieder „Weimarer Verhältnisse“ befürchtet (Parteienzersplitterung). Bereits in der ersten Legislaturperiode nahm die Zahl der Fraktionen ab. Bei den folgenden Wahlen konzentrierten sich die Stimmen fast vollständig auf die vier Parteien (CDU/CSU, SPD, FDP), die drei Fraktionen bildeten. Erst 1983 schaffte mit den Grünen wieder eine weitere Partei den Einzug in den Bundestag. Seit der Wiedervereinigung ist mit der PDS beziehungsweise deren Nachfolgerin Die Linke eine weitere Partei im Bundestag vertreten. Die FDP scheiterte bei der Bundestagswahl 2013 erstmals an der 5-Prozent-Sperrklausel, kehrte aber von 2017 bis 2025 in den Bundestag zurück. Bei der Bundestagswahl 2017 schaffte die in Teilen rechtsextreme AfD den Sprung in den Bundestag, dem sie seither ununterbrochen angehört.

## Parteienkritik
In Deutschland wird oft Kritik an der Macht und Arbeit der Parteien geäußert. Diese Kritik wird vielfach mit dem politischen Schlagwort der Parteienverdrossenheit beschrieben (siehe auch Politikverdrossenheit). Als Kritikpunkte werden u. a. genannt:
- der Fraktionszwang
- die Parteienfinanzierung und Spendenskandale, allgemeine Korruption
- Populismus, mangelnder Mut, eine Minderheiten-Meinung zu vertreten aus wahlkampftaktischen Gründen
- Vetternwirtschaft
- Entstehen einer Oligarchie
- mangelnde innerparteiliche Demokratie
- zu geringe Unterscheidung im politischen Handeln
- Erschaffen von Feindbildern im Wahlkampf, um von eigenen Fehlern abzulenken / mangelnde Bereitschaft, eigene Fehler einzugestehen / Arroganz
- Bereitschaft, ökonomisch unsinnige Entscheidungen zu treffen, um damit den politisch nicht fachkundigen Teil der Bevölkerung zu überzeugen (häufiger Kritikpunkt von Seiten der Ökonomen)

Das Marktforschungsinstituts Forsa ermittelte zum Jahreswechsel 2022/2023, dass nur noch 17 % der Deutschen den deutschen politischen Parteien vertrauen. Zuvor waren es noch 24 % gewesen.

## Parteien im 21. Deutschen Bundestag
Im Deutschen Bundestag sind seit der Bundestagswahl 2025 fünf Fraktionen und sieben Parteien vertreten: Union (CDU und CSU), AfD, SPD, Bündnis 90/Die Grünen und Die Linke. Der Vertreter des SSW ist fraktionslos.
Nahezu allen einflussreichen Parteien stehen mehr oder weniger selbständige Jugendorganisationen zur Seite: die Junge Union (CDU/CSU), die Junge Alternative (AfD), die Jusos (SPD), die Grüne Jugend (Bündnis 90/Die Grünen), die Linksjugend solid (Die Linke) und der SSW Ungdom (SSW).

### CDU/CSU
Die Christlich Demokratische Union Deutschlands (CDU) wurde 1945 als überkonfessionelle Nachfolgepartei bürgerlicher, christlich geprägter und nationalliberaler Parteien (Zentrumspartei, DDP, DVP u. a.) gegründet. Sie ist inhaltlich sowohl der christlichen Soziallehre als auch dem Konservatismus sowie dem Liberalismus zugeneigt und deckt damit ein christlich-soziales und insbesondere auch ein liberal-konservatives Spektrum ab. Im Zuge der Wiedervereinigung ging die CDU (Ost) am 1. Oktober 1990 in die CDU auf. Die CDU (Ost) war noch bis 1989 zwangsweise eine DDR-Blockpartei und verstand sich als eine „Partei des Sozialismus“. Auch die DDR-Blockpartei DBD (Demokratische Bauernpartei Deutschlands) vertrat bis 1989 in wesentlichen Punkten die SED-Linie und schloss sich nach der Wiedervereinigung der CDU an. Mit der Ausnahme Bayerns ist die CDU im gesamten Bundesgebiet vertreten. Die CDU stellte in ihrer Geschichte sechs der bisher zehn Bundeskanzler der Bundesrepublik Deutschland.
Die Christlich-Soziale Union in Bayern (CSU) hat eine konservativere Ausrichtung als die CDU, in der Wirtschafts- und Sozialpolitik gilt sie hingegen als sozialstaatlicher ausgerichtet. Die Partei tritt nur in Bayern zur Wahl an. Dafür verzichtet die CDU dort auf einen eigenen Landesverband. Sie bildet mit der CDU im Deutschen Bundestag eine Fraktionsgemeinschaft, zusammen werden sie „die Union“ oder auch „Unionsparteien“ genannt. Derzeit ist die Unionsfraktion die größte Fraktion im Bundestag.

### AfD
Die Alternative für Deutschland (AfD) wurde am 6. Februar 2013 gegründet, ihre erste öffentliche Versammlung führte sie am 11. März 2013 in Oberursel durch. Bei der Bundestagswahl 2013 erreichte die Partei zunächst nur ein Zweitstimmenergebnis von 4,7 % und scheiterte damit an der 5-Prozent-Hürde. Sie stand anfangs vor allem dem Euro kritisch gegenüber und wurde deshalb in den Medien oft als „Anti-Euro-Partei“ beschrieben. Des Weiteren trat sie für die Rückführung von EU-Kompetenzen an die Mitgliedstaaten, mehr direkte Demokratie sowie eine Steuerreform nach dem Vorbild Paul Kirchhofs ein. Eingeordnet wurde sie in ihrer Anfangszeit zumeist als konservativ und wirtschaftsliberal. Bestimmte politische Forderungen, Formulierungen und Mitglieder wurden und wurden von Beobachtern und Medien jedoch zunehmend als rechtspopulistisch kategorisiert. Einige Politikwissenschaftler erkannten bei Teilen oder bestimmten Führungspersonen der AfD darüber hinausgehend rechtsextreme Tendenzen. Insbesondere dem Thüringer AfD-Politiker Björn Höcke als Galionsfigur des rechtsextremen Flügels werden rassistische und völkisch-nationalistische Ansichten vorgeworfen. Die Abwahl des bisherigen Parteivorsitzenden Bernd Lucke im Juli 2015 wurde als weiterer Rechtsruck bewertet. Verschiedene Experten sehen seitdem bei Teilen der Partei auch völkisch-nationalistische und antisemitische Tendenzen. Im Mai 2014 gelang es der Partei, in das Europäische Parlament einzuziehen. Ab diesem Zeitpunkt konnte sie bei den folgenden Landtagswahlen Mandate erringen und war zwischenzeitlich in allen Landesparlamenten vertreten. Bei der Bundestagswahl 2017 zog die AfD mit 12,6 % als drittstärkste Kraft erstmals in das Bundesparlament ein. Als Hauptgrund für ihren Erfolg gilt die sogenannte Flüchtlingskrise. Seit 2025 wird die AfD vom Bundesamt für Verfassungsschutz als „gesichert rechtsextremistisch“ eingeordnet.

### SPD
Die Sozialdemokratische Partei Deutschlands (SPD) existiert einschließlich ihrer Vorläuferorganisationen seit 1863 und ist damit die älteste bestehende politische Partei Deutschlands. Sie hat die Tradition der Sozialdemokratie begründet. Nach Verbot in der Zeit des Nationalsozialismus wurde sie 1945 wiedergegründet. Sie versteht sich seit ihrem Godesberger Programm von 1959 auch offiziell nicht mehr nur als Arbeiterpartei, sondern als eine Volkspartei, die für breite Schichten wählbar sein will. Ihr Wahlspruch lautet „Freiheit, Gerechtigkeit und Solidarität“. Mit Willy Brandt, Helmut Schmidt, Gerhard Schröder und Olaf Scholz stellte die SPD bisher vier Bundeskanzler. Sie bildet mit Bündnis 90/Die Grünen und der Freien Demokratischen Partei (FDP) die gegenwärtige Koalitionsregierung der Bundesrepublik Deutschland, deren Bundeskanzler Olaf Scholz ist.

### Bündnis 90/Die Grünen
Die Grünen entstanden als bundesweite Partei 1980 aus Teilen der Neuen Sozialen Bewegungen, beispielsweise der damaligen Frauenbewegung, der Friedens- und der Ökologiebewegung der 1970er Jahre. 1983 zogen sie erstmals in den Bundestag ein. 1990 schlossen sie sich mit den ostdeutschen Grünen und 1993 mit Bündnis 90 zu Bündnis 90/Die Grünen zusammen. Ein wesentlicher inhaltlicher Schwerpunkt der Partei ist der Umweltschutz. Die Partei gilt zudem als linksliberal und ist dem Multikulturalismus zugeneigt. Sie sind stärker in den westlichen Bundesländern vertreten. 1985 waren sie (in Hessen) erstmals in einer Koalition mit der SPD an einer Landesregierung beteiligt, danach noch in vielen weiteren Ländern und schließlich, 1998 bis 2005, an der Bundesregierung. In den letzten Jahren kam es auf Landesebene auch mehrfach zu Koalitionen mit der CDU. Die Grünen bilden mit der Sozialdemokratischen Partei Deutschlands (SPD) und der Freien Demokratischen Partei (FDP) die gegenwärtige Koalitionsregierung der Bundesrepublik Deutschland, deren Bundeskanzler Olaf Scholz (SPD) ist.

### Die Linke
Die Linke entstand am 16. Juni 2007 aus der Fusion der eher in Ostdeutschland verankerten PDS (früher: SED) und der westdeutsch geprägten WASG. Die Partei zielt auf die Überwindung des Kapitalismus hin zu einem demokratischen Sozialismus ab. Einige Politikwissenschaftler sowie Vertreter anderer Parteien stufen die Partei auch als populistisch ein.
Im Jahr 2005 wurde aus Protest gegen die Politik der rot-grünen Bundesregierung die Partei WASG gegründet, auf Initiative von linken Gewerkschaftern und regierungskritischen vormaligen SPD-Mitgliedern. Für die Bundestagswahl 2005 öffnete die PDS ihre Wahllisten für WASG-Kandidaten. Aus diesem Grund nahm die PDS eine Umbenennung in Linkspartei.PDS vor. Inhaltlich berief sich die Linkspartei.PDS auf demokratisch-sozialistische Ideale und beanspruchte für sich, das politisch linke demokratische Spektrum in Deutschland abzudecken. Die Linke, Mitglieder der Linken sowie einzelne Organisationen innerhalb der Partei wurden in der Vergangenheit mehrfach wegen linksextremer Bestrebungen vom Verfassungsschutz beobachtet. Insbesondere die Kommunistische Plattform (KPF), ein politischer Zusammenschluss innerhalb der Partei, wird vom Bundesamt für Verfassungsschutz als linksextrem eingeschätzt. In den Medien wurden in den vergangenen Jahren des Weiteren mehrfach antisemitische und antizionistische Tendenzen innerhalb der Partei thematisiert.
Zwischen Dezember 2023 und Februar 2024 waren die Mitglieder der Linkspartei im Bundestag fraktionslos, von Februar 2024 bis März 2025 bildete sie eine parlamentarische Gruppe. Seit der Bundestagswahl 2025 gehört sie dem Bundestag wieder als Fraktion an.

### SSW
Ein Sonderfall besteht in Schleswig-Holstein, wo aufgrund einer Sonderregelung für die dänische Minderheit der Südschleswigsche Wählerverband gesetzlich von der Fünf-Prozent-Hürde befreit wurde. Die Regelung gilt auch für den Bundestag. Bei der Bundestagswahl 2021 trat der SSW erstmals seit den 50er Jahren wieder zu einer Bundestagswahl an. Ein Abgeordneter zog für den SSW in den Bundestag ein. Dieser gehört keiner Fraktion an.

## Parteien im Europaparlament
Bei der Europawahl 2024 zogen neben den Bundestagsparteien weitere Parteien ins Europaparlament ein.

### Bündnis Sahra Wagenknecht
Das Bündnis Sahra Wagenknecht wurde im Januar 2024 gegründet. Namensgeberin und Mitgründerin ist die Bundestagsabgeordnete und Publizistin Sahra Wagenknecht. Die Bundestagsabgeordneten des BSW traten von der Linkspartei über und bilden von Februar 2024 bis März 2025 eine parlamentarische Gruppe im Bundestag.

### FDP
Die Freie Demokratische Partei (FDP) wurde 1948 gegründet und beruft sich in ihrem Selbstverständnis auf die Tradition des deutschen Liberalismus, der sich bereits 1861 mit der Deutschen Fortschrittspartei in Preußen als erste politische Partei Deutschlands im heute verstandenen Sinne organisiert hatte. Die moderne FDP steht insbesondere in Wirtschafts-, aber auch in Bürgerrechtsfragen für mehr Freiheiten und Verantwortung des Einzelnen sowie für eine stärkere Zurückhaltung des Staates.
Vor der Wiedervereinigung Deutschlands vereinigte sich die FDP 1990 mit der LDPD (Liberal-Demokratische Partei Deutschlands) und der NDPD (Nationaldemokratische Partei Deutschlands der DDR), die noch bis 1989 als Blockparteien an der Seite der Sozialistischen Einheitspartei Deutschlands politisch agierten.
Bei der Bundestagswahl 2013 verfehlte die FDP mit 4,8 % die Fünf-Prozent-Hürde bei Bundestagswahlen und war somit erstmals in ihrer Geschichte nicht mehr im Bundestag vertreten. Die Partei konnte seitdem jedoch wieder in neun Landesparlamente und das Europaparlament einziehen. Bei der Bundestagswahl 2017 gelang ihr der Wiedereinzug in den Bundestag. Die FDP bildete von 2021 bis 2024 mit der Sozialdemokratischen Partei Deutschlands (SPD) und Bündnis 90/Die Grünen die Bundesregierung (Kabinett Scholz). Bei der Bundestagswahl 2025 verfehlte die FDP den Wiedereinzug in den Bundestag.

### Die PARTEI
Die PARTEI (Partei für Arbeit, Rechtsstaat, Tierschutz, Elitenförderung und basisdemokratische Initiative) wurde 2004 von Redakteuren der Satirezeitschrift Titanic gegründet und ist im Europa-Parlament durch ihren Vorsitzenden Martin Sonneborn vertreten, Nico Semsrott wurde ebenfalls für Die Partei in das EU-Parlament gewählt, trat aber im Januar 2021 aus. Bei der Europawahl 2019 erreichte sie 2,4 % der Stimmen. Die Partei ist in etlichen Kommunalparlamenten vertreten und erreichte bei der Bundestagswahl 2017 1,0 % der Zweitstimmen. Der fraktionslose Bundestagsabgeordnete Marco Bülow trat im November 2020 in Die PARTEI ein und verschaffte ihr den ersten Sitz im Bundestag. Seit der Bundestagswahl 2021 ist die PARTEI nicht mehr im Bundestag vertreten.

### Freie Wähler
Die Freie Wähler sind seit 2008 im Bayerischen Landtag und seit 2021 im Landtag Rheinland-Pfalz vertreten.[8] Seit 2018 sind die Freien Wähler an der Bayerischen Staatsregierung beteiligt. Bei der Europawahl 2019 erreichte sie 2,2 % der Stimmen und zwei Mandate. Auf europäischer Ebene sind die Freien Wähler Mitglied der Europäischen Demokratischen Partei (EDP). Bei der Bundestagswahl 2021 erreichte die Partei mit 2,4 % der gültigen Zweitstimmen ihr bislang bestes Ergebnis, womit sie zur stärksten außerparlamentarischen Oppositionspartei in Deutschland wurde.

### Tierschutzpartei
Die Partei Mensch Umwelt Tierschutz wurde 1993 als erste Tierschutzpartei der Welt gegründet. Sie ist Mitglied im internationalen Verbund Animal Politics Foundation und im europäischen Verbund Animal Politics EU. Sie deckt in ihrem Grundsatzprogramm und in Wahlprogrammen viele politischen Themen ab. Sie wird als linksliberal klassifiziert. Ihre Hauptforderungen sind u. a. in den Bereichen Klimaschutz, Biodiversität, Agrarwende, Tierrechte sowie Interessensvertretung von Minderheiten, diskriminierten Personengruppen und ökonomisch schwächeren Bevölkerungsgruppen. Die Tierschutzpartei wird insbesondere von Jüngeren und Frauen gewählt. Ihre Wahlergebnisse liegen zwischen 0,8 % und 2,6 %. Bei Kommunalwahlen und bei U18-Wahlen schneidet sie auch mit über 5 % ab.

### ÖDP
Die Ökologisch-Demokratische Partei (ÖDP) entstand bereits 1982 als wertkonservative Abspaltung der Grünen. Nach Mitgliederzahl ist sie (Stand Juni 2021) die zehntgrößte Partei Deutschlands und hat über 500 kommunale Mandate, wobei der Schwerpunkt sowohl der Mitglieder als auch der Mandate in Bayern und Baden-Württemberg liegt. Landesverbände gibt es in allen Bundesländern. Seit 2014 ist die ÖDP im Europäischen Parlament vertreten, zunächst durch Klaus Buchner, seit Juli 2020 durch Manuela Ripa (Ergebnis EU-Wahl 2019: 1 %). Die Partei tritt regelmäßig zu Bundestagswahlen an und erzielte zuletzt 2017 0,3 %. In der Öffentlichkeit machte die ÖDP vor allem durch erfolgreiche Volksbegehren in Bayern auf sich aufmerksam, so das Volksbegehren „Für echten Nichtraucherschutz!“ 2009 oder das Volksbegehren Artenvielfalt im Jahr 2019.

### Volt
Die paneuropäische Partei Volt Deutschland wurde im März 2018 gegründet und ist Teil der pro-europäischen Bürgerbewegung Volt Europa. Erstmals trat Volt Deutschland bei der Europawahl 2019 an und erhielt 0,7 Prozent der Stimmen, aufgrund derer Damian Boeselager in das Europäische Parlament einzog. Das Programm von Volt Deutschland zur Europawahl 2019 war dabei identisch mit dem aller anderen nationalen Parteien, welche eine Sektion von Volt Europa sind. Das Grundsatzprogramm von Volt Deutschland basiert nach eigenen Angaben auf dem gemeinsamen, europäischen „Policy Portfolio“. Grundsätzlich gehen Parteienforscher davon aus, dass es ein Wählerpotential gebe, dessen proeuropäische Haltung von dem bisherigen Parteiensystem nicht ausreichend abgebildet werde. Bei den Kommunalwahlen in Nordrhein-Westfalen 2020 und den Kommunalwahlen in Hessen 2021 zog Volt in mehrere Stadtversammlungen ein und ist Teil von Ratskoalitionen u. a. in Köln, Bonn, Münster, Bamberg und München. Die Partei zählte Ende 2021 ca. 3000 Mitglieder.

### Familien-Partei Deutschlands
Die Familien-Partei Deutschlands (FAMILIE) wurde 1981 gegründet. Sie konnte erstmals bei der Europawahl 2014 ein Mandat auf überregionaler Ebene erringen, 2019 gelang dies erneut. Auf europäischer Ebene ist die Familien-Partei Mitglied der European Christian Political Movement (ECPM). Im März 2016 war die Partei erstmals durch einen Übertritt des damaligen Thüringer Landtagsabgeordnete Siegfried Gentele in einem Landtag vertreten. Die Partei hat bundesweit 700 Mitglieder, ist aktuell in 5 Landesverbände (Baden-Württemberg, Nordrhein-Westfalen, Saarland, Schleswig-Holstein, Thüringen) gegliedert und besitzt mehrere kommunale Mandate in Nordrhein-Westfalen und im Saarland.

### Partei des Fortschritts
Die Partei des Fortschritts wurde 2020 gegründet. Ihre weltanschaulichen Wurzeln sind nach eigenen Angaben die demokratischen Ideale des Grundgesetzes und ein realer Pragmatismus. Die Partei versteht sich als jenseits vom Links-Rechts-Schema, wird jedoch von politikwissenschaftlicher Seite als (links-)liberal verortet.

## Weitere Parteien
Neben den im Bundestag vertretenen Parteien gibt es zahlreiche regionale und Kleinparteien, deren politischer Einfluss auf Bundesebene durch die Fünf-Prozent-Hürde in Deutschland in der Regel auf außerparlamentarische Aktivitäten beschränkt ist. Für regional starke Parteien besteht die Möglichkeit, über Direktmandate in den Bundestag einzuziehen. Bei mindestens drei Direktmandaten ist die Partei durch die Grundmandatsklausel von der Fünf-Prozent-Hürde ausgenommen. Seit Einführung dieser Regelung gelang dies jedoch nur der Deutschen Partei, die 1957 über sechs Direktmandate bei 3,4 % der Zweitstimmen 17 Mandate erreichte, der PDS, die 1994 mit vier Direktmandaten die Sperrklausel übersprang und bei 4,4 % Zweitstimmen 30 Mandate bekam, 2002 jedoch nur zwei Direktmandate erreichte und entsprechend nur mit zwei Sitzen im Bundestag vertreten war. Die Linke erreichte mit drei Direktmandaten bei der Bundestagswahl 2021 ebenfalls durch die Grundmandatsklausel den Einzug in den Bundestag.

### Rechte und rechtsextreme Parteien
In den ersten Wahlperioden gab es im Bundestag rechtskonservative Parteien wie die Deutsche Reichspartei (1950), die Deutsche Partei (DP) und den Bund der Heimatvertriebenen und Entrechteten. Bis 1961 war die Deutsche Partei durch Direktmandate im Bundestag vertreten, da ihr die CDU Wahlkreise überließ. In den 1940er und 1950er Jahren setzte sich die DP vor allem gegen Kommunismus sowie Sozialismus, Planwirtschaft und Bodenreform ein und engagierte sich überwiegend für ehemalige Wehrmachtsangehörige und Vertriebene. Außerdem orientierte sich die Partei an bürgerlich-konservativen Werten und arbeitete auf der Basis des Grundgesetzes. Von 1949 bis 1960 war sie auch an der Bundesregierung beteiligt. Von 1961 bis 2017 wurden Parteien rechts der Union im politischen Spektrum nicht mehr in den Deutschen Bundestag gewählt. Auf Landesebene konnten Parteien des rechten Lagers zeitweise in Parlamente einziehen.
Die Sozialistische Reichspartei Deutschlands (Kurzbezeichnung: SRPD), auch Sozialistische Reichspartei (Kurzbezeichnung: SRP), war eine rechtsextreme Partei, die sich selbst in der Tradition der NSDAP sah. Das Parteiprogramm der SRP basierte daher auch in wesentlichen Teilen auf dem Parteiprogramm der NSDAP. Die Partei errang bei der Landtagswahl in Niedersachsen im Mai 1951 11,0 % der Stimmen. Im Oktober 1951 konnte die Partei bei der Bürgerschaftswahl in Bremen 7,7 % der Stimmen gewinnen. 1951 verfügte die damalige Bundesregierung unter Konrad Adenauer ein Verbot der angegliederten Organisationen wie der paramilitärischen Ordnergruppe Reichsfront und beschloss zugleich die Einleitung eines Verbotsverfahrens für die Partei selbst. Im Jahr 1952 wurde die SRP vom Bundesverfassungsgericht schließlich als verfassungswidrig verboten.
Die Nationaldemokratische Partei Deutschlands (NPD; heute Die Heimat) wurde 1964 gegründet und entstand im Wesentlichen aus den verschiedenen rechtskonservativen und nationalliberalen Parteien und Gruppierungen jener Zeit. Ende der 60er Jahre war sie für jeweils eine Wahlperiode in sieben der damals zehn westdeutschen Landesparlamente vertreten. Nach 1970 gewannen zunehmend militante Gruppen in der Partei an Einfluss. Zu Beginn der 90er Jahre setzte unter dem damaligen Bundesvorsitzenden und Holocaustleugner Günter Deckert eine weitere Radikalisierung der Partei ein. So wurden nun offen nationalsozialistische Elemente in die Partei verankert. Nach der deutschen Wiedervereinigung gelangen ihr wieder vereinzelt Erfolge bei Wahlen, so dass sie für jeweils zwei Wahlperioden in Sachsen und in Mecklenburg-Vorpommern im Landtag vertreten war. Ende 2010 fusionierte die NPD mit der ebenfalls rechtsextremen und teilweise bei Landtagswahlen erfolgreichen Deutsche Volksunion (DVU), der Zusammenschluss wurde vom Landgericht München im Januar 2011 allerdings als rechtlich unwirksam gestoppt. Gegen die NPD gab es bereits zweimal Parteiverbotsverfahren, ab 2001 und ab 2013. Im Januar 2017 wies das Bundesverfassungsgericht auch den zweiten Verbotsantrag ab. Zwar sahen es die Richter als erwiesen an, dass die Partei verfassungsfeindlich sei, die NPD habe aber nicht die „Potentialität“, die Demokratie in Deutschland zu beseitigen. Im Januar 2024 schloss das Bundesverfassungsgericht Die Heimat nach Art. 21 Absatz 3 GG für sechs Jahre von der Parteienfinanzierung aus.
Die DVU war eine rechtsradikale Partei, die von dem Verleger Gerhard Frey 1971 ursprünglich als Verein gegründet und von ihm 38 Jahre lang geleitet worden war. Sie konnte insgesamt neun Mal in Landesparlamente einziehen. Ihre größten Wahlerfolge erzielte sie in Bremen, Brandenburg und insbesondere in Sachsen-Anhalt. Die DVU wandte sich gegen ein vereintes Europa, relativierte und verharmloste den Holocaust sowie die deutsche Kriegsschuld und wurde als völkisch, fremdenfeindlich und antisemitisch eingeordnet. Nach der gescheiterten Fusion mit der NPD löste sich die Partei 2011 endgültig auf.
Die Republikaner (REP) wurden 1983 von ehemaligen CSU-Abgeordneten als rechtskonservative Partei gegründet und konnten in den 1980er Jahren ins Europaparlament und ins Abgeordnetenhaus von (West-)Berlin sowie in den 1990er Jahren in den Landtag Baden-Württembergs einziehen. Drei Politiker, die als Unionsvertreter in den Bundestag eingezogen waren, wechselten zu den Republikanern, zwei von 1983 bis 1985 und einer von 1993 bis 1994. Die Partei wurde zeitweise vom Verfassungsschutz beobachtet. Aktuell ist sie schon seit geraumer Zeit in keinem Parlament mehr vertreten.
Von 2001 bis 2004 war die Partei Rechtsstaatlicher Offensive (auch Schill-Partei) in der Bürgerschaft von Hamburg vertreten und stellte dort zusammen mit CDU und FDP die Landesregierung. In der öffentlichen Diskussion wurde die Partei teils als rechtskonservativ, vor allem jedoch als rechtspopulistische Protestpartei wahrgenommen. Die Partei löste sich nach einem Fall in die Bedeutungslosigkeit im Oktober 2007 auf.
Bündnis Deutschland wurde im November 2022 in Fulda gegründet und positioniert sich mit dem Eintreten für konservative Politik. In ihr sammeln sich vor allem ehemalige Mitglieder der AfD, CDU, CSU und FDP. 2023 ging die rechtspopulistische Wählervereinigung Bürger in Wut in Bündnis Deutschland auf. Von Dezember 2024 bis März 2025 war Bündnis Deutschland durch den Parteieintritt des ehemaligen AfD-Abgeordneten Uwe Witt im Deutschen Bundestag vertreten.
Im Februar 2024 wurde vom ehemaligen Präsidenten des Bundesverfassungsschutzes Hans-Georg Maaßen die Partei Werteunion gegründet, die aus dem gleichnamigen Verein hervorging. Sie positioniert sich zwischen den Unionsparteien auf der einen und der AfD auf der anderen Seite. Im März 2024 schloss sich die Partei Bürger für Thüringen der Werteunion an. Von Januar bis März 2025 war die Werteunion durch den Parteieintritt des ehemaligen AfD-Abgeordneten Dirk Spaniel im Deutschen Bundestag vertreten.
Weiterhin gibt es zahlreiche vorrangig regional aktive Kleinparteien und Wählergruppen, beispielsweise die in den Neuen Bundesländern aktive, rechtskonservative Deutsche Soziale Union (DSU), die in Nordrhein-Westfalen tätige Bürgerbewegung pro NRW oder die aus dem Umfeld der NPD bestehende Bürgerinitiative Ausländerstopp in München und Nürnberg.

### Linke und linksextreme Parteien
Unter anderem im 19. Jahrhundert blieben linke Parteien und Gruppen über relativ große Zeiträume hinweg aus Parlamenten ausgegrenzt, waren verboten oder infolge eines Zensuswahlrechts in der Relation zu den tatsächlichen Mehrheitsverhältnissen in der Bevölkerung nur unterrepräsentiert in den Kammerparlamenten vertreten. Dies galt insbesondere für sozialistisch inspirierte Zusammenschlüsse, die gerade im 19. Jahrhundert, aber auch bis in die Gegenwart hinein revolutionäre Umwälzungen anstrebten und teilweise auch umsetzten. Entsprechend waren diese Gruppen auch immer vor Ort aktiv an Revolutionen, Aufständen, Revolten und anderen sozialen (Klassen-)Kämpfen über die gesamte Neuzeit hinweg beteiligt oder führten diese an.
Heute existieren neben der Partei Die Linke, die im Bundestag vertreten ist, viele außerparlamentarische politische Gruppierungen mit unterschiedlicher Wirkungskraft, die sich auf linke Positionen beziehen. Die inhaltlichen Vorstellungen darüber, was linke Politik mit welchen Mitteln anstrebt, sind sehr heterogen.
Die Kommunistische Partei Deutschlands (KPD) war eine kommunistische Partei in Deutschland, die am 1. Januar 1919 gegründet wurde. Sie ging aus mehreren linksrevolutionären Gruppierungen hervor, die sich nach dem Ersten Weltkrieg im Verlauf der Novemberrevolution von 1918 vereinten. Nach dem Zweiten Weltkrieg gründete sich die KPD unter Führung des späteren DDR-Staatsratsvorsitzenden Walter Ulbricht auf gesamtdeutscher Ebene neu, nach der Teilung in zwei deutsche Staaten arbeitete die KPD auch in der Bundesrepublik zunächst weiter, bis sie 1956 verboten wurde.
In Reaktion darauf gründete sich 1968 auf Initiative der DDR-Staatspartei SED die Deutsche Kommunistische Partei (DKP). Da sie in erheblichem Umfange politische Positionen des damaligen Ostblocks wie die gewaltsame Niederschlagung des Volksaufstands vom 17. Juni 1953 in der DDR und des Prager Frühlings 1968, sowie den Bau der Mauer verteidigte und den sowjetischen Einmarsch in Afghanistan 1979 begrüßte, konnte sie in der Bundesrepublik nie nennenswerte Wahlergebnisse erzielen. Die aus dem West-Berliner Teil der SED hervorgegangene Sozialistische Einheitspartei Westberlins löste sich kurz nach der Wiedervereinigung auf. Insbesondere in den 1970er Jahren entstanden die maoistisch orientierten sogenannten K-Gruppen, die, bzw. deren Nachfolgeorganisationen zum Teil bis heute bestehen. Daneben existierten bzw. existieren einige trotzkistische Kleinparteien.
Unter den kommunistischen Parteien nahmen neben der DKP in den letzten Jahren die Marxistisch-Leninistische Partei Deutschlands und die trotzkistisch orientierte Sozialistische Gleichheitspartei an Bundestags- und Landtagswahlen teil. Die 1990 in Ost-Berlin gegründete, stalinistisch orientierte Kommunistische Partei Deutschlands („KPD-Ost“ oder „KPD (Rote Fahne)“) nahm an Landtagswahlen in den neuen Bundesländern teil. Weitere linksradikale Parteien verfolgen eine entristische Strategie, nehmen nur an Kommunalwahlen teil oder sind hauptsächlich gewerkschaftlich und außerparlamentarisch tätig und sind damit keine Parteien im Sinne des Parteiengesetzes.

### Regionale Parteien und Parteien ethnischer Minderheiten
Neben dem SSW (siehe oben) bestehen weitere regionale Parteien und Parteien ethnischer Minderheiten.
Bei der Wahl zum Landtag Brandenburg ist die Minderheit der Sorben ebenfalls von der Fünf-Prozent-Hürde befreit. Die sorbische Lausitzer Allianz trat bisher jedoch nicht zur Landtagswahl an. In Sachsen, ebenfalls Siedlungsgebiet der Sorben, ist hingegen keine Befreiung von der Sperrklausel vorgesehen. Die Partei Die Friesen sah sich als Vertreter der Minderheit der Friesen, war in Niedersachsen jedoch auch nicht von der Sperrklausel befreit.
Die Bayernpartei als regionale Partei war 1949–1953 im Bundestag und 1950–1966 im Bayerischen Landtag sowie von 1954 bis 1957 und von 1962 bis 1966 in der Bayerischen Staatsregierung vertreten. Seit 1966 hat sie nur noch Sitze in Kommunalparlamenten und in Bezirkstagen. Andere Regionalparteien sind praktisch ohne Relevanz.

### Kommunalparteien und Wählergruppen
Bei den Wahlen zu Kommunalparlamenten, teilweise auch bei Landtagswahlen, kandidieren neben Parteien auch unabhängige Wählergruppen. Diese sind teilweise in der Bundesvereinigung Freie Wähler organisiert. Bei der Landtagswahl in Bayern 2008 zog als erster Landesverband die Freien Wähler Bayern in ein Landesparlament ein. Die Bundesvereinigung ist seit 2014 mit einer Abgeordneten im Europaparlament vertreten. Im September 2014 zog die unabhängige Brandenburger Vereinigte Bürgerbewegungen/Freie Wähler in den Brandenburgischen Landtag ein. Bei der Landtagswahl in Rheinland-Pfalz 2021 zogen die Freien Wähler Rheinland-Pfalz erstmals in den Landtag ein.

### Interessenparteien
Viele der in Deutschland existierenden Kleinparteien sind Interessenparteien und politisch weitgehend bedeutungslos. Diese konzentrieren sich häufig auf eine bestimmte Zielgruppe – beispielsweise die Grauen Panther als Partei von Rentnern oder die im Europaparlament vertretene Familien-Partei Deutschlands als Partei von Eltern – oder einen eingegrenzten Themenbereich – zum Beispiel die ebenfalls im Europaparlament vertretene Tierschutzpartei.
Die Piratenpartei Deutschland entstand am 10. September 2006 nach schwedischem Vorbild als Protestpartei gegen die von ihr beklagte zunehmende Überwachung und Einschränkung u. a. im Internet durch den Staat und die Urheberrechts-Verwerter. Sie konzentrieren sich auf die Themen Informationsfreiheit, Bürgerrechte, freie Bildung und „Transparenz statt Korruption“. 2009 war durch den Übertritt des SPD-Abgeordneten Jörg Tauss zeitweise ein Mitglied der Piratenpartei im Bundestag vertreten. Bei der Wahl zum Abgeordnetenhaus von Berlin 2011 gelang den Piraten erstmals der Einzug in ein Landesparlament. Im Jahr 2012 konnten sie Mandate bei allen drei Landtagswahlen, im Saarland, in Schleswig-Holstein und in Nordrhein-Westfalen erringen. Seither scheiterte sie jedoch bei allen weiteren Landtagswahlen sowie bei der Bundestagswahl 2013 an der Fünf-Prozent-Hürde. Bei der Landtagswahl 2017 in Nordrhein-Westfalen verloren die Piraten ihre letzten Landtagsmandate in einem deutschen Bundesland. Bei der Europawahl 2024 verloren die Piraten ihr letztes Mandat im Europaparlament.
Einige Parteien wenden sich explizit an religiöse Menschen. Dies sind zum Beispiel das Bündnis C – Christen für Deutschland (evangelikal), die Deutsche Zentrumspartei (katholisch) oder das Bündnis für Innovation und Gerechtigkeit (muslimisch).
Andere wenden sich an alle Menschen, wie zum Beispiel die Partei der Humanisten, um „rationale Politik im Interesse Aller“ machen zu können.
Die V-Partei³ – Partei für Veränderung, Vegetarier und Veganer ist eine am 30. April 2016 im Rahmen der VeggieWorld-Messe in München gegründete Partei. Schwerpunkte setzt die V-Partei³ bei den Themen Umwelt- und Klimaschutz, Tierrechte und Verbraucherschutz. Sie setzt sich nach eigenen Angaben ebenfalls für Chancengleichheit, soziale Gerechtigkeit und Gleichstellung ein, worunter auch die Einführung eines bedingungslosen Grundeinkommens fällt. An der Bundestagswahl 2017 nahm die V-Partei³ in zwölf Bundesländern teil und erreichte 64.130 Zweitstimmen (0,1 %).
Die Basisdemokratische Partei Deutschland (dieBasis) wurde am 4. Juli 2020 gegründet und gilt als parteipolitischer Arm der Querdenker-Bewegung. Im Februar 2022 zählte sie 34.011 Mitglieder (nach Mitgliederzahl die achtgrößte Partei Deutschlands). Bei der Landtagswahl in Baden-Württemberg am 15. März 2021 erhielt sie 1 % der Stimmen. Bei der Wahl zum achten Landtag von Sachsen-Anhalt am 6. Juni 2021 waren es 1,5 %.

### Verbote
In der Geschichte der Bundesrepublik gab es zwei Parteiverbote: Gegen die Sozialistische Reichspartei 1952 und die Kommunistische Partei Deutschlands 1956. Ein NPD-Verbotsverfahren scheiterte 2003 vor allem wegen Koordinationsfehlern beim Bundesamt für Verfassungsschutz und den Verfassungsschutzämtern der Länder, da V-Leute auch in der Führungsebene der Partei tätig waren. Am 3. Dezember 2013 wurde das Verbot der NPD zum zweiten Mal beantragt und 2017 vom Bundesverfassungsgericht wegen der Bedeutungslosigkeit der Partei zurückgewiesen.